# 烏蘇拉·伯恩斯
烏蘇拉·伯恩斯（英語：Ursula M. Burns；1958年9月20日—）是一位美國非裔女性企業家，曾任全錄公司CEO，是財富500強公司第一位非洲裔女性CEO。現為美國商務部供應鏈競爭力諮詢委員會副主席。同時擔任美國Uber Technologies董事、美國Teneo Holdings非執行董事長、IHS Holding獨立非執行董事、美國Endeavor Group Holdings董事及Integrum Holdings創始合夥人等職位。
2014年，伯恩斯被富比士評選爲最具影響力女性，排名22。

## 早期生活
1958年，伯恩斯在紐約市曼哈頓貧民窟出生，由單親母親撫養長大，父母都是巴拿馬移民。高中時就讀紐約市東56街的紐約天主教女子高中。
高中畢業後，伯恩斯考入紐約大學坦登工程學院，1980年獲得機械工程學士學位。同年暑假，成為了全錄公司的機械工程暑期實習生。依靠實習生收入，在1981年獲得哥倫比亞大學機械碩士學位。

## 商業經歷

### 全錄公司
1980年，伯恩斯成為全錄暑期實習生，隔年取得碩士學位後成為正式職員，負責公司的產品開發和規劃等工作。1990年1月，成為負責客戶營銷高級主管Wayland Hicks的執行助理，9個月後與同事結婚短暫離開了公司。回到公司後，1991年6月，成為了CEO保羅·阿萊爾的執行助理。1999年，成為全球製造副總經理。2000年5月，伯恩斯成為企業戰略服務資深副總經理，兩年後，成為了商務運營總經理。2007年，成為全錄公司總裁。
2009年7月，伯恩斯成為全錄CEO，成為第一位財富500強女性非裔CEO。同年9月，伯恩斯決定收購聯繫電腦服務公司，以拓展事業和帶動營收成長。在擔任CEO期間，伯恩斯於2013年獲選為皇家工程院外籍院士。2016年，伯恩斯決定將全錄公司分拆為影列印、業務外包服務兩家公司。2016年12月，伯恩斯將CEO職位交棒給傑夫·雅各布森。。2017年5月，伯恩斯從全錄董事會退休。

### 董事會成員
伯恩斯從全錄公司退休後，擔任多個公司的董事會成員或是董事長。

## 公共事務
伯恩斯同時也參與了許多公眾事務。2009年至2016年，美國總統歐巴馬任命伯恩斯領導白宮STEM計劃。2010年3月至2016年，歐巴馬總統任命伯恩斯為總統出口委員會副主席。